# マフムード・アッバース
マフムード・アッバース（アラビア語: محمود عباس, ラテン文字転写: Maḥmūd ʿAbbās, 1935年11月15日 - ）は、パレスチナ国の政治家。通称：アブー・マーゼン（アラビア語: أبو مازن, ラテン文字転写: Abū Māzin）。大統領（第2代）、パレスチナ解放機構（PLO）執行委員会議長。日本語では、「マフムード」はマハムード、「アッバース」はアッバスとも表記される。

## 経歴

### 生い立ち
1935年、パレスチナ（現イスラエル）のサファド（ツファット）で出生。少年時代にイスラエルの建国にともなって難民となり、ヨルダンに移住した。成長するとシリア、エジプトで高等教育を受ける。ダマスカス大学法学部を卒業し、ソ連（現ロシア）のパトリス・ルムンバ名称民族友好大学大学院でユダヤ史を専攻。同地の東洋文化研究所で歴史博士（専攻はシオニズム）の学位を受ける。「イスラエル人のものの考え方、宗教、風俗をよく知る人物」とされ、イスラエルの公用語であるヘブライ語にも堪能である。

### パレスチナ解放運動
1950年代よりカタールにおいてパレスチナ解放運動に関わり、ヤーセル・アラファートを指導者とする解放運動組織ファタハの結成に参加。後にファタハが参加したパレスチナ解放機構（PLO）においてもその幹部となった。1960年代から1980年代にはアラファートと行動をともにし、1970年にブラック・セプテンバーでヨルダンを追われた後、レバノンの首都ベイルートで活動。さらにイスラエルにレバノンを追われ、チュニジアに活動の拠点を移した。その間、PLO国際局長として外部の様々な機関との交渉に携わり、PLOの対イスラエル強硬路線放棄に関与したとされる。1993年のオスロ合意に基づく交渉と調印の場でも、アラファートに同行した。
和平合意に基づき、PLOをもとにパレスチナ自治区がつくられた後は、PLO執行委員会事務局長を務め、民主主義的な手続きをとって選ばれた自治政府による自治区の運営を目指す動きの中心的な人物となった。
和平プロセスが行き詰まり、2000年から始まった第二次インティファーダにおいては、非PLO系のハマスなどを中心とするパレスチナ人による対イスラエル武装闘争路線・テロ攻撃が続発した。自治政府大統領のアラファート議長やPLOの保守派が、テロに対して断固とした反対姿勢を打ち出せない中、アッバースは終始イスラエルに対する過激な抵抗に対して批判的な立場を取った。

### 首相

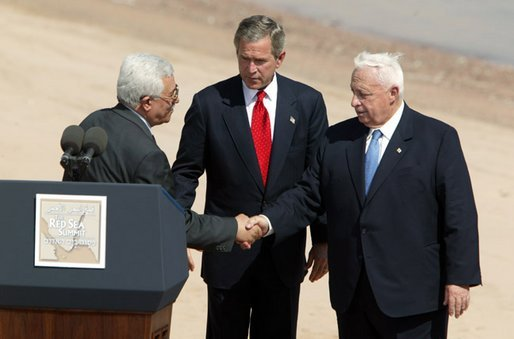
ヨルダンのアカバでイスラエルのアリエル・シャロン首相（右）、アメリカのジョージ・W・ブッシュ大統領（中央）と握手するアッバース、2003年4月

イスラエルとパレスチナ抵抗運動の攻防が泥沼化し、2001年よりテロ抑制に消極的と見做したイスラエルから軟禁を受けていたアラファート大統領は、2003年3月19日に事態収拾に向けた国際社会から期待されていたアッバースを自治政府の初代首相に任命した。アッバース首相は組閣作業に入ったが、実権を渡すことを渋るアラファート大統領やテロ抑制に消極的なPLO内の保守派との間で交渉が難航し、1ヶ月後の同年4月29日、ようやく自治政府で初めての内閣が誕生した。アッバース内閣はテロ抑制と治安の回復を掲げ、同年6月4日にブッシュ大統領、シャロン首相とヨルダンのアカバで会談し、アメリカの発表した平和のためのロードマップを実行することで合意した。
しかし、ハマスらによるテロは一向にやまず、懸案の治安回復についても安全保障部門を首相の代表する行政機関に明渡すことを望まないアラファート大統領との対立から、事態は一層混迷を深めた。この結果、同年9月6日にアッバース首相はアラファート大統領に辞表を提出、アッバース内閣は半年に満たない短命に終わった。これ以降、イスラエルはパレスチナ自治政府との和平交渉路線を再び拒否する。

### 大統領

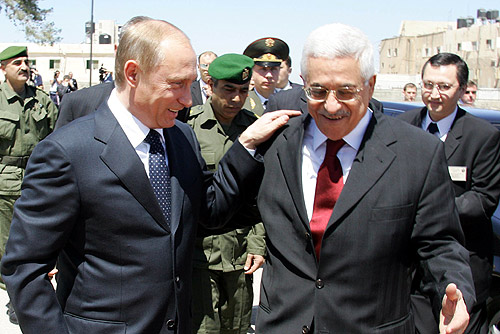
ウラジーミル・プーチンとアッバース（2005年）

首相辞任後、首相職は議長側近のアフマド・クレイに譲ったが、PLO事務局長としてパレスチナ自治政府内の重要な地位を保持しつづけた。翌2004年10月末、アラファート大統領が健康不安からフランスの病院に移送されまもなく重態に陥ると、後継者選出をはかるPLO執行委員会とファタハ執行委員会の会議を相次いで主催。暫定的にPLO議長職を代行し、クレイ首相とともにポスト・アラファート体制の最有力者となった。同年11月11日、アラファート大統領が死去すると、即日開かれたPLO執行委員会で後任のPLO議長に選出された。
翌2005年1月9日、アッバース議長は自治政府大統領選挙に当選し、名実ともにパレスチナの代表者となった。イスラエルのシャロン首相はアッバース大統領との会談に応じ、同年2月8日、暴力停止（停戦）に合意し、停戦の継続を条件として交渉再開を取り決めた。これを受け、アッバース大統領はハマスなど過激派に停戦の遵守を求めたが、ハマス側は「イスラエルの攻撃には反撃する」と条件を付けたため、イスラエル軍の攻撃と、それに対する報復は継続した。自治区内に向けては、アッバース大統領はイスラエルとパレスチナの平和共存路線に向け、治安の回復や経済の再建に取り組んだ。

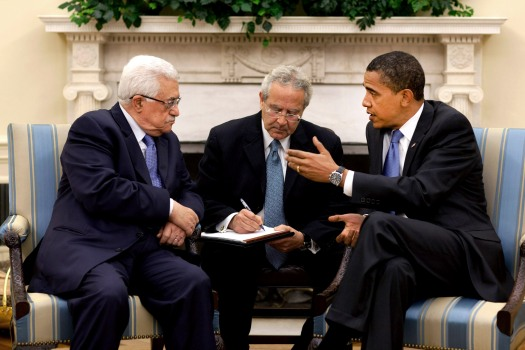
バラク・オバマと会談するアッバース（2009年）

2008年11月20日、イスラエルの主要新聞各紙でアラブ連盟とイスラム協力機構が全会一致で可決したアラブ和平イニシアティブは「ヌアクショットからインドネシアまで」の全アラブ・イスラム諸国がイスラエルと和平締結、国交正常化するとして受け入れを要求するキャンペーンを行った。
2012年11月2日に放映されたイスラエルの民放番組で、「私にとって（東エルサレムを含む）ヨルダン川西岸とガザがパレスチナであり、それ以外はイスラエルだ」「私は難民だが、現在はラマッラーに住んでいる」「（生まれ故郷の）サファド（ツファッド）を訪ねることは私の権利であるが、住むことはそうではない」などと述べ、パレスチナ難民の帰還権について大幅に譲歩するとも受け取れる発言をした。イスラエル側は同年11月3日、シモン・ペレス大統領が直ちに歓迎する声明を発表し、「議長の勇気ある言葉は、イスラエルが和平の真のパートナーを有していることを示している」「われわれは最大限の尊敬をもってその言葉に応えなければならない」などと表明した。しかし、パレスチナ側では「現実的」と評価する声がある一方、ハマースのイスマーイール・ハニーヤ指導者は「極めて危険なものだ」「生まれ故郷への帰還権を放棄する発言を行うことは誰であっても許されない」と強く反発、PLO反主流派最大派閥のパレスチナ解放人民戦線（PFLP)も、「難民帰還は譲歩できない権利だ」と反発しており、波紋が広がった。
2015年3月のアラブ連盟首脳会議では挙国一致内閣を主宰する身でありながらガザ地区への爆撃を提案してハマースから非難を受けた。

## 主張
- 2023年8月のファタハ幹部に対して行った演説において、ホロコーストについて「ヒトラーがユダヤ人を殺したのは、彼らがユダヤ教徒だったから」というのは「真実ではない」とし、「（欧州で）ユダヤ人が敵視された原因は、宗教とは関係なく、社会的役割にある。高利貸し行為と財産だ」と主張した。パリ市はこの発言を受けて2015年に授与した同市最高位の勲章「パリ市大金章」を剥奪した[13]。

## 日本との関係

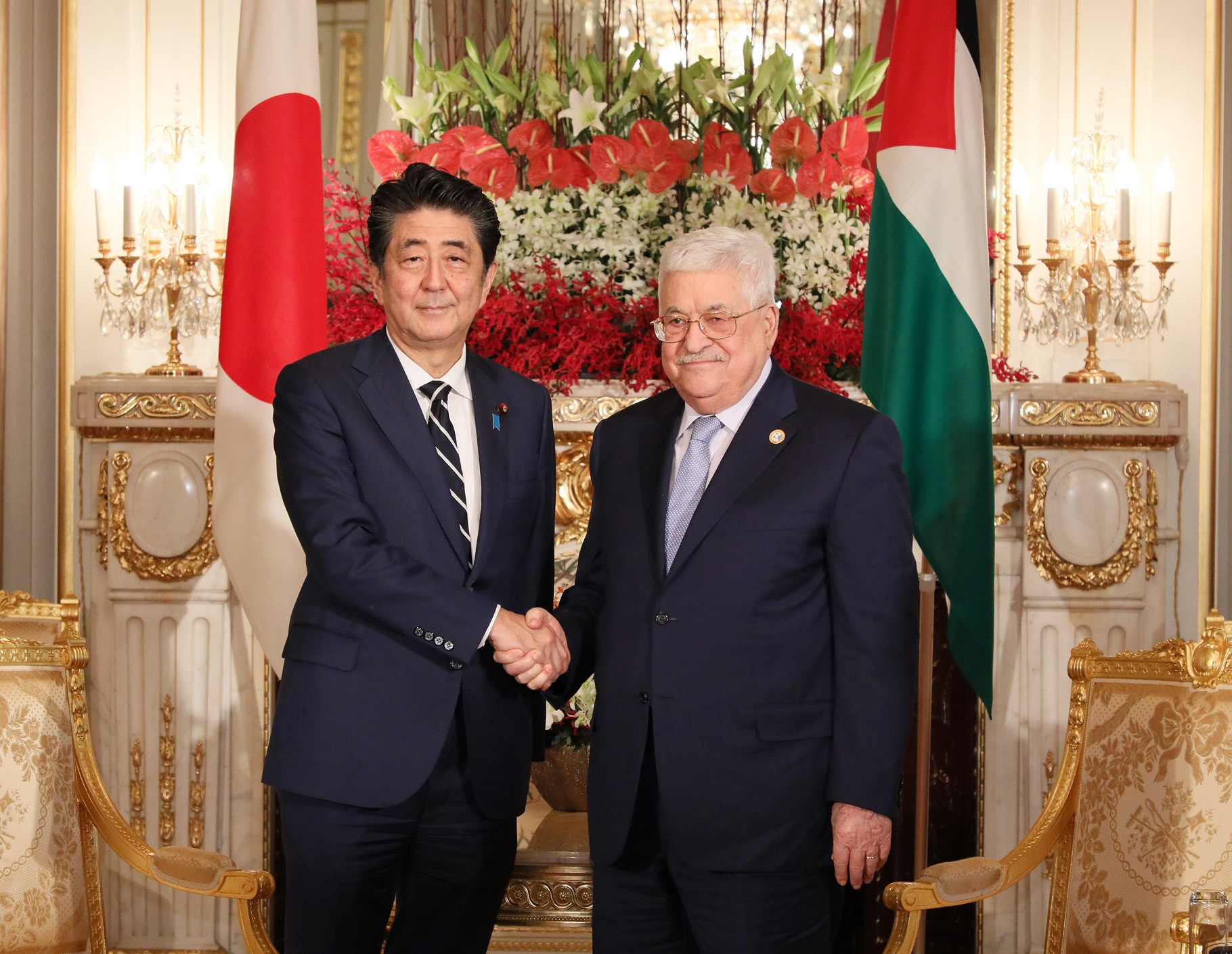
日本の迎賓館赤坂離宮にて安倍晋三と（2019年）

訪日歴は数度ある。一度目は1981年、アラファト議長の訪日に同行しての訪日。二度目は2005年5月の実務訪問賓客としての訪日で、このときは皇太子徳仁親王（当時。令和時代の天皇）に謁見したほか、小泉純一郎首相・町村信孝外相と会談した。三度目は2010年2月で、鳩山由紀夫首相と会談したほか、同年2月7日には広島県広島市を訪問し、原爆死没者慰霊碑への献花、原爆ドーム等の視察を行った。四度目は2012年4月の実務訪問賓客としての訪日で、野田佳彦首相と会談したほか、同年4月12日には、東日本大震災で被災した宮城県名取市を視察した。
2019年10月21日に迎賓館赤坂離宮で安倍晋三内閣総理大臣と会談を行い、翌22日の即位礼正殿の儀に参列した。